# Staatssekretär Solf
Die Staatssekretär Solf war ein Fracht- und Passagierdampfer der im Südpazifik tätigen Deutschen Handels- und Plantagengesellschaft. 1917 wurde das Schiff von der US Navy übernommen.

## Bau und technische Daten
Das Schiff wurde 1913 von der Deutschen Handels- und Plantagengesellschaft (DHPG) bei der Werft Stocks & Kolbe in Kiel geordert, um einen regelmäßigen Postverkehr zwischen ihren Besitzungen auf den Südseeinseln zu unterhalten. Man entschied sich dabei für einen Holzbau, da der die Geschwindigkeit eines Schiffes erheblich beeinträchtigende Muschelbewuchs bei eisernen Schiffen in der Südsee besonders stark war; der Schiffsrumpf wurde unter der Wasserlinie gegen den Muschelbewuchs mit Kupfer beplattet. Ein Holzrumpf bot weiterhin den Vorteil, dass der Loskiel bei einem eventuellen Auflaufen auf ein Korallenriff abbrechen konnte, ehe der Schiffsrumpf selbst leck geschlagen wurde. Schließlich war auch wichtig, dass das Innere eines Holzschiffs sich in tropischem Klima weniger erhitzt als das eines eisernen Schiffs.
Die Kiellegung erfolgte im Frühjahr 1913, und am 15. Dezember 1913 lief das Schiff mit dem Namen Staatssekretär Solf vom Stapel. Es war benannt nach dem ehemaligen Gouverneur der deutschen Kolonie Deutsch-Samoa und nunmehrigen Staatssekretär des Reichskolonialamts, Wilhelm Solf. Das Schiff, mit zwei Masten und einem Schornstein, war 43,5 m lang (39,2 m in der Wasserlinie) und 7,78 m breit, hatte eine Seitenhöhe von 3,70 m über Unterkante Sponung und einen maximalen Tiefgang von 3,50 m und verdrängte 581,5 Tonnen. Vermessen war das Schiff mit 304 Bruttoregistertonnen. Die Tragfähigkeit betrug 220 Tonnen (einschließlich Bunkerkohle und Wasser).

## Schicksal
Anfang März 1914 lief die Staatssekretär Solf mit Ziel Apia, ihrem Stationsort auf Samoa, von Kiel aus. Sie bewältigte die 16.000 Seemeilen lange Reise ohne Zwischenfälle und erwies sich auch bei schlechtem Wetter als besonders seetüchtig. Am 6. Juni 1914 traf das Schiff in seinem neuen Heimathafen Apia ein.
Nach nur wenigen Monaten Dienst in der Südsee brach in Europa der Erste Weltkrieg aus und es war abzusehen, dass Truppen der britischen Dominions Australien oder Neuseeland schon bald die deutschen Kolonien im Südpazifik besetzen würden. Die Kolonialverwaltung in Apia ließ daher all ihre wichtigen Dokumente und ihr Geld auf die Staatssekretär Solf verladen und sandte das Schiff nach Pago Pago auf Tutuila im benachbarten und neutralen Amerikanisch-Samoa. Die Staatssekretär Solf traf am 6. August 1914, nur zwei Tage nach der britischen Kriegserklärung an das Deutsche Reich, in Pago Pago ein und wurde dort von den US-amerikanischen Behörden interniert. Sechs Tage später traf auch der NDL-Frachter Elsass in Pago Pago ein, der noch kurz vor der britischen Kriegserklärung aus Sydney ausgelaufen war und nun ebenfalls interniert wurde. Beide Schiffe lagen dort unter deutscher Flagge bis zum April 1917.
Am 6. April 1917 erklärten die USA dem Deutschen Reich den Krieg, und die beiden in Pago Pago internierten Schiffe wurden als Feindbesitz beschlagnahmt. Die insgesamt 42 Mann ihrer Besatzungen wurden am 18. April nach Hawaii verschifft. Die Elsass, deren Besatzung die Maschinenanlage unbrauchbar gemacht hatte, wurde im Mai von dem Kohlefrachter USS Ajax nach Pearl Harbor geschleppt und nach Reparatur unter amerikanischer Flagge in Dienst gestellt.
Die Staatssekretär Solf wurde in der Pago Pago Naval Station instand gesetzt, mit zwei Drei-Pfünder-Kanonen bewaffnet und am 9. Juni 1917 mit einer Besatzung von 22 Mann unter dem Kommando von Lieutenant William T. Mallison von der US Navy in Dienst gestellt. In der ersten Septemberhälfte unternahm das Schiff eine ausgedehnte Fahrt nach Neubritannien und Bougainville, um Einwohner der Salomonen zu repatriieren. Bei den nach seiner Rückkehr vorgenommenen Reparaturen erwies sich der Zustand des Schiffs, nach fast drei Jahren als Auflieger, jedoch als recht unbefriedigend. Das Schiff wurde am 17. September in Samoa umbenannt und lag danach meist in Pago Pago, unterbrochen nur durch gelegentliche kurze Fahrten nach Apia oder den Manuʻainseln.
Die Samoa wurde am 30. Juni 1920 ausgemustert, am 12. Juli zum Verkauf ausgeschrieben, am 23. November 1920 an die Samoan Shipping and Trading Co. auf Tutuila verkauft und am 7. Dezember an ihren neuen Besitzer ausgeliefert. Ihr weiteres Schicksal ist unbekannt.